# بر بوم زمان (اپیزود اول)
بر بوم زمان (اپیزود اول) فیلمی به کارگردانی  و نویسندگی محمدتقی راوندی ساختهٔ سال ۱۳۸۲ است.

## بازیگران
- میلاد سماواتیان
- یاسمن حاج حسینی
- مجید فریدونی